# Charlotte Zinke
Charlotte (« Lotte ») Zinke (née Maetschke le 23 juin 1891 à Zielenzig près de Francfort-sur-l'Oder et morte le 6 novembre 1944 à Ravensbrück), est une femme politique allemande membre du Parti communiste d'Allemagne. Elle est députée du Reichstag de 1930 à 1933.

## Biographie
La jeune Charlotte Emilie Ernestine Maetschke quitte Zielenzig (près de Francfort-sur-l'Oder, devenue Sulęcin en Pologne) pour trouver du travail dans la région de la Ruhr. À Mülheim, elle fait la connaissance de Willi Zinke, franc-maçon, et plus tard permanent du Parti communiste  d'Allemagne (KPD). Ils se marient le 17 décembre 1910. 
Initialement active au sein du Parti social-démocrate d'Allemagne (SPD), Charlotte Zinke rejoint le KPD en 1920 à Essen -Frohnhausen et, de 1927 à 1930, est membre du Bureau des femmes du district du KPD dans la Ruhr. En 1928, elle est élue au Landtag de Prusse, en 1929 au Parlement de la ville d’Essen et en 1930 au Reichstag, où elle siège jusqu’en 1933. 
Après la prise du pouvoir par les nazis, Charlotte Zinke se cache à Essen et dans le Waldecker Land avant d'émigrer aux Pays-Bas au printemps 1933. En janvier 1934, elle retourne avec son mari à Essen, où elle est interrogée par la police. La même année, elle est exclue du KPD pour refus de participer à des actions illégales. 
À la suite de l'attentat contre Hitler en juillet 1944, elle est arrêtée le 26 août 1944 par la Gestapo et placée en détention administrative à Essen. Fin septembre 1944, elle est transférée au camp de concentration de Ravensbrück. Lors de son transfert, elle parvient à transmettre un dernier message presque illisible à son mari : « J'espère avoir la force de tout supporter ». Charlotte Zinke est assassinée le 6 novembre 1944.

## Hommages

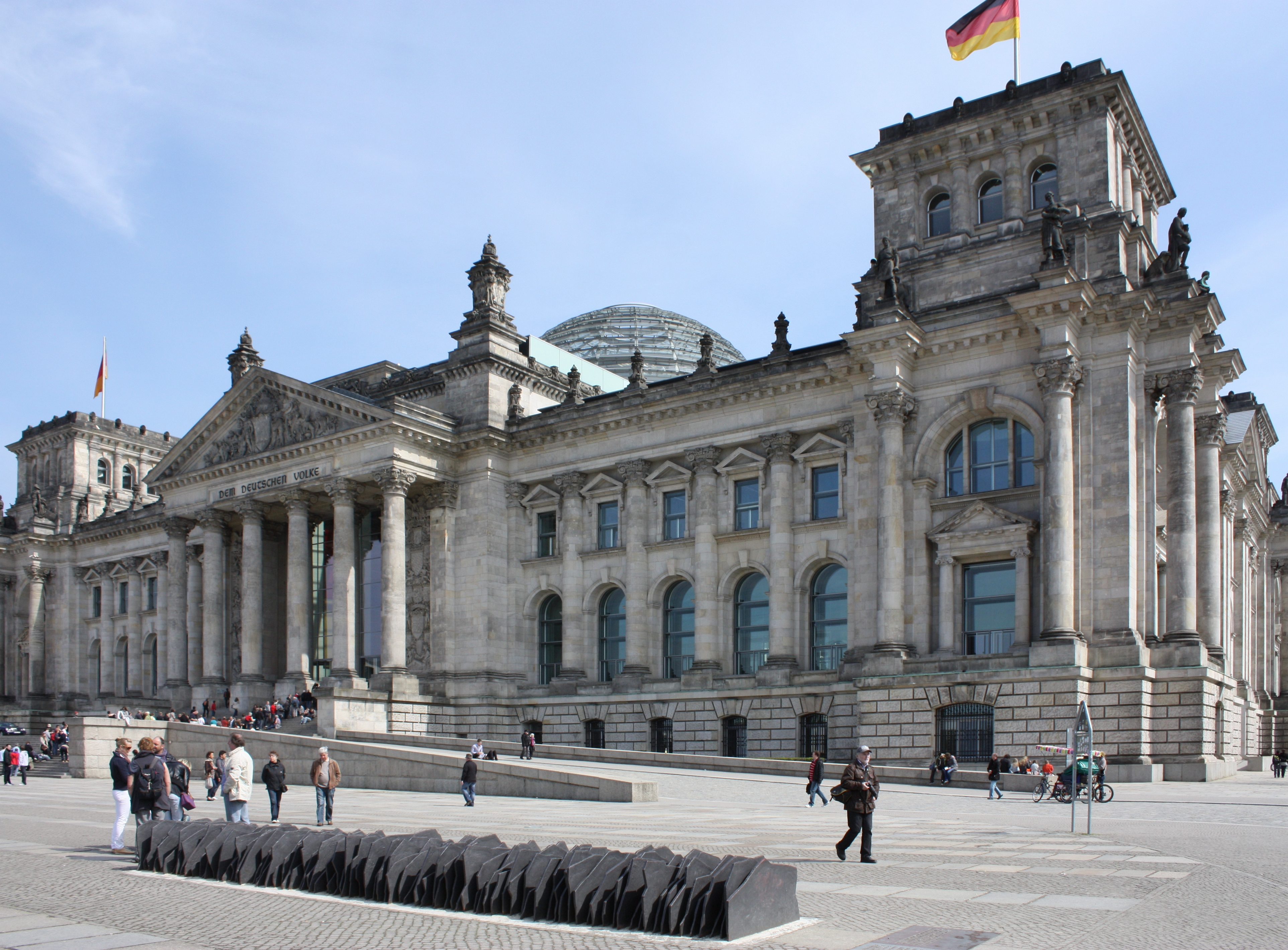
Mémorial en souvenir des 96 membres du Reichstag assassinés par les nazis près du Reichstag.

- À Berlin (près du Reichstag ), depuis 1992, l’une des 96 plaques commémoratives commémorant les députés du Reichstag assassinés par le régime nazi honore la mémoire de Charlotte Zinke.
- En 2006, une « Stolperstein » est installée devant son ancien domicile à Essen-Haarzopf (Fängerhofstraße 35).